# جايسون هاتشر
جايسون هاتشر (بالإنجليزية: Jason Hatcher)‏ هو لاعب كرة قدم أمريكية أمريكي، ولد في 13 يوليو 1982 في الإسكندرية في الولايات المتحدة.

## وصلات خارجية
- جايسون هاتشر على موقع مرجع كرة القدم المحترفة.كوم (الإنجليزية)